# Чжан Аньда
Чжан Аньда (англ. Zhang Anda; кит. 张安达; нар. 25 грудня 1991 року)  —  китайський професійний гравець у снукер.

## Віхи кар'єри
2009 рік. Виграє чемпіонат Азії серед молоді до 21 року, обігравши у фіналі Ноппона Саєнгкхама.
2010 рік. Уперше кваліфікується до фінальної частини Чемпіонату світу в Крусіблі, де програє Стівену Хендрі в першому раунді з рахунком 9-10.
2017 рік. Уперше досягає чвертьфіналу рейтингового турніру на Indian Open.
2022 рік. Робить перший максимальний брейк (147 очок) у своїй кар'єрі на European Masters.
2023 рік. Виходить до фіналу English Open, де програє Джадду Трампу 7-9. Здобуває свій перший рейтинговий титул, обігравши Тома Форда з рахунком 10-6 у фіналі International Championship. У фінальному матчі робить свій другий максимальний брейк у кар'єрі.

## Особисте життя
Чжан Аньда одружився в травні 2019 року, але пара відклала свій медовий місяць, щоб Чжан міг зіграти на національному чемпіонаті Китаю CBSA в Сіані. Чжан виграв турнір, перемігши у фіналі Чжао Цзяньбо з рахунком 5-3. У Чжана є син, який народився в 2021 році.